# Теоло
Теоло (итал. Teolo) је насеље у Италији у округу Падова, региону Венето.
Према процени из 2011. у насељу је живело 441 становника. Насеље се налази на надморској висини од 220 м.

## Становништво
Према резултатима пописа становништва 2011. у општини је живело 8.866 становника.
| 1931. | 1936. | 1951. | 1961. | 1971. | 1981. | 1991. | 2001. | 2011. |
| ----- | ----- | ----- | ----- | ----- | ----- | ----- | ----- | ----- |
| 6.536 | 6.783 | 7.272 | 6.693 | 6.705 | 6.961 | 7.715 | 8.277 | 8.866 |